# Nemopalpus davidsoni
Nemopalpus davidsoni är en tvåvingeart som beskrevs av Elisabeth K. Stuckenberg 1978. Nemopalpus davidsoni ingår i släktet Nemopalpus och familjen fjärilsmyggor.
Artens utbredningsområde är Namibia. Inga underarter finns listade i Catalogue of Life.